# Fumio Igarashi
Fumio Igarashi (en japonais : 五十嵐文男), né le 6 novembre 1956 à Tokyo au Japon, est un patineur artistique japonais, quadruple champion du Japon en 1978, 1980, 1981 et 1982.

## Biographie

### Carrière sportive
Fumio Igarashi monte huit fois sur le podium des championnats du Japon dont quatre fois sur la plus haute marche en 1978, 1980, 1981 et 1982.
Il représente son pays à cinq mondiaux (1978 à Ottawa, 1979 à Vienne, 1980 à Dortmund, 1981 à Hartford et 1982 à Copenhague) et aux Jeux olympiques d'hiver de 1980 à Lake Placid.
Il participe également au Skate Canada 1978 qu'il remporte et trois Trophée NHK qu'il remporte en 1980 et 1981.
Il quitte les compétitions sportives après les mondiaux de 1982.

### Reconversion
Après sa retraite sportive, il est employé par Dentsu, une agence de publicité. Il travaille aussi comme consultant en patinage artistique pour la NHK jusqu'en 2006.

## Palmarès
| Compétition             | 1975    | 1976    | 1977    | 1978    | 1979    | 1980    | 1981    | 1982    |  |  |  |  |  |  |
| Jeux olympiques d'hiver |         |         |         |         |         | 9e      |         |         |  |  |  |  |  |  |
| Championnats du monde   |         |         |         | 7e      | 6e      | 8e      | 4e      | 9e      |  |  |  |  |  |  |
| Championnats du Japon   | 3e      | 3e      | 3e      | 1er     | 2e      | 1er     | 1er     | 1er     |  |  |  |  |  |  |
|                         |         |         |         |         |         |         |         |         |  |  |  |  |  |  |
| Autres Compétitions     | 1974/75 | 1975/76 | 1976/77 | 1977/78 | 1978/79 | 1979/80 | 1980/81 | 1981/82 |  |  |  |  |  |  |
| Skate Canada            |         |         |         |         | 1er     |         |         |         |  |  |  |  |  |  |
| Trophée NHK             |         |         |         |         |         | 2e      | 1er     | 1er     |  |  |  |  |  |  |
|                         |         |         |         |         |         |         |         |         |  |  |  |  |  |  |